# شهرداری شاهرود
شهرداری شاهرود یک سازمان عمومی غیردولتی است که مسئولیت اداره شهر شاهرود را بر عهده دارد. بالاترین مقام اجرایی این سازمان شهردار شاهرود است که توسط شورای شهر شاهرود انتخاب می‌گردد. شهر شاهرود به ۳ ناحیه تقسیم شده‌است. بر اساس درجه‌بندی منتشرشده توسط سازمان شهرداری‌ها و دهیاری‌های کشور در سال ۱۴۰۰، درجهٔ شهرداری شاهرود ۹ است.

## تاریخچه
شهرداری شاهرود در سال ۱۳۰۴ خورشیدی با عنوان بلدیه تأسیس شد. بنای بلدیه شاهرود در سال‌های ۱۳۰۷–۱۳۰۶ احداث شد. این عمارت در سال ۱۳۶۶ برای بازسازی در اختیار میراث فرهنگی قرار گرفت و پس از مرمت به موزه شاهرود تبدیل شد.

## ساختار سازمانی

### معاونت‌ها
- معاونت فنی، شهرسازی و معماری
- معاونت خدمات شهری
- معاونت اداری و مالی

### سازمان‌ها
- سازمان بهسازی و نوسازی
- سازمان سیما، منظر و فضای سبز شهری
- سازمان آتش‌نشانی و خدمات ایمنی
- سازمان خدمات موتوری
- سازمان مدیریت حمل‌ونقل[۵]
- سازمان عمران و بازآفرینی فضاهای شهری
- سازمان مدیریت پسماند[۶]

## بودجه
بودجهٔ شهرداری شاهرود توسط شورای اسلامی شهر شاهرود تصویب می‌شود که در سال ۱۴۰۰ و ۱۴۰۱ با احتساب بودجه سازمان‌ها به‌ترتیب ۵۲۰ و ۵۷۰ میلیارد تومان بود.

## حمل‌ونقل عمومی
بر اساس آمار ارائه‌شده توسط سازمان شهرداری‌ها و دهیاری‌های کشور در نیمه دوم دهه ۱۳۹۰، ناوگان حمل‌ونقل عمومی شاهرود شامل ۴۴ اتوبوس و ۷۸۷ تاکسی بوده‌است.

## شهرداران
سیدعلى سادات کیایى،
محمدحسن صادقیان،
سیدعلى سادات کیایى،
محمدباقر کلاته ملائى،
مجید کلاته جارى،
على درویش شهربابکى،
سیدعلرضا میرمحمدعلى،
على درویش شهربابکى،
سیدعلیرضا میرى،
نصرت ا۰۰۰ دهقانپور،
سیدعلیرضا میرى،
نورا۰۰۰ مصلحى،
سیدمحمدرضا حسنى طباطبائى،
احمد مهدوى،
حسین حاجى آسیابان،
رمضان بالارستاقى،
محمد جیرانى،
رمضانعلى باقرى،
محمدمهدى اخیانى،
حسن کردى،
حمید یعقوب نژاد،
رضا على بیک اف،
حمید یعقوب نژاد،
رضا على بیک اف،
ناصر حاج محمدى،
محمد جیرانی،
سید حسن میرفانی،
جواد وفایی،
محسن احمدی،
جعفر ختیال،
علیرضا حاجی محمد علی،
جواد وفایی،
محسن احمدی (۳۳امین شهردار شاهرود)